# Lukas Kruse
Lukas Kruse (* 9. Juli 1983 in Paderborn) ist ein ehemaliger deutscher Fußballtorwart und heutiger -trainer.

## Karriere
Kruse begann beim TSV Tudorf, einem Ortsteil-Verein aus Salzkotten mit dem Fußballspielen und spielte später für Rot-Weiß Alfen, einem Ortsteilverein aus der Gemeinde Borchen im Kreis Paderborn. Von 1995 bis 2001 war er in der Jugendabteilung des SC Paderborn 07 aktiv.
2001 rückte er in die Regionalliga-Mannschaft von Paderborn auf und bestritt sein erstes Spiel im Seniorenbereich am 20. April 2002 (30. Spieltag) beim 3:2-Sieg im Heimspiel gegen die SG Wattenscheid 09. Nach vier Spielzeiten in der Regionalliga Nord stieg er 2005 mit der Mannschaft als Tabellenzweiter in die 2. Bundesliga auf.
Ursprünglich nur Ersatztorwart, war er in der Zweitliga-Saison 2005/06 zeitweilig wegen eines verletzungsbedingten Ausfalls von Stephan Loboué erster Torwart. Kruse rückte allerdings nach der Verpflichtung von Tom Starke in der Winterpause zurück auf die Reservebank. Sein Zweitligadebüt gab er am 18. September 2005 (5. Spieltag) bei der 0:2-Niederlage im Auswärtsspiel gegen Hansa Rostock.
In der Saison 2006/07 war er weiterhin nur Ersatz hinter Starke. Nach dem Wechsel von Tom Starke zum MSV Duisburg wurde Alexander Bade als neue Nummer eins verpflichtet. Das hatte zur Folge, dass Kruse weiterhin Ersatztorwart blieb. Er konnte aber in der 2. Hauptrunde um den DFB-Pokal gegen den Meister VfB Stuttgart, sowie in drei weiteren Ligaspielen, aufgrund eines Platzverweises des Stammtorwarts Alexander Bade, gute Leistungen zeigen. Nach dem Wechsel von Bade zu Borussia Dortmund in der Winterpause war Kruse für die Rückrunde der Saison 2007/08, auch unter dem neuen Trainer Pavel Dotchev, als Stammtorhüter gesetzt.
Zur Saison 2008/09 wechselte Kruse, wie schon Alexander Bade zuvor, zu Borussia Dortmund. Dort war er hinter Roman Weidenfeller und Marc Ziegler dritter Torwart und spielte vorwiegend in der Regionalligamannschaft. Am Ende der Winterpause wechselte er zum Zweitligisten FC Augsburg, für den er in zwei Spielzeiten viermal zum Einsatz kam. Zur Saison 2010/11 kehrte er nach Paderborn zurück und blieb bis zum Vereinswechsel von Daniel Masuch zum 1. Juli 2011 Ersatztorhüter. In den folgenden Spielzeiten war er Stammtorhüter und verhalf seiner Mannschaft am Saisonende 2013/14 zum erstmaligen Aufstieg in die Bundesliga, in der er am 24. August 2014 (1. Spieltag), beim 2:2 im Heimspiel gegen den 1. FSV Mainz 05, sein Debüt gab. Als Stammtorwart stieg er mit dem SC Paderborn anschließend drei Mal in Folge von der Bundesliga bis in die Regionalliga West ab. In der Saison 2017/18 spielte Kruse für den Zweitligisten Holstein Kiel, konnte sich dort aber nicht gegen den Stammtorwart Kenneth Kronholm durchsetzen und verließ den Verein nach einem Jahr wieder.
Nach seinem Abgang war Kruse vereinslos, bis er im Oktober 2018 von Eintracht Braunschweig verpflichtet wurde. Dort fungierte er sofort als Stammkeeper, bis er sich nach acht Partien und 17 Gegentoren im Spiel gegen den Halleschen FC verletzte und nach der Rückkehr von Jasmin Fejzić in der Winterpause keine Rolle mehr in der Kaderplanung spielte.
Im Januar 2020 kehrte Kruse zum SC Paderborn 07 zurück und übernahm die U15 des Vereins als Cheftrainer.